# Галерея Виктора Эммануила II
Галерея Виктора Эммануила II (итал. Galleria Vittorio Emanuele II, ломб. Galeria Vittori Emanuel II) — крытая торговая галерея в центре Милана, один из первых в Европе пассажей, 1865—1877 года постройки. Памятник архитектуры, достопримечательность рядом с площадью Дуомо, открыта для посещения круглосуточно.
Здание галереи имеет форму латинского креста с восьмиугольным центром, украшенным мозаиками, изображающими четыре континента (кроме Австралии), а также аллегорические изображения искусства, земледелия, науки и промышленности. Сверху галерея покрыта куполом из стекла и железа.
Миланская торговая галерея соединяет площадь перед Миланским собором с площадью перед театром Ла Скала.

## История
Из 176 архитекторов конкурс на реализацию проекта выиграл Джузеппе Менгони, предложивший соединить четыре галереи в форме креста огромным куполом посередине. Результатом смелого проекта стало здание из металла и стекла, одно из передовых архитектурных достижений своего времени.
Строительные работы начались в 1865 году и продолжались 12 лет.
В итоге галерею подняли на один этаж над землей, получив специальное разрешение от мэра Милана, вопреки несогласию архитектора. Сам Менгони «сорвался с лесов» практически по окончании работ, 30 декабря 1877, во время инспекции.
Галерея носит имя итальянского короля Виктора Эммануила II (1820—1878).
В настоящее время галерея Виктора Эммануила II является одной из туристических достопримечательностей Милана. Здесь расположены многие знаменитые магазины (Gucci, Prada, Louis Vuitton), известные кафе и рестораны. В галерее проводятся концерты и выставки.